# 聖米迦勒學院
聖米迦勒學院（St. Michael's College）是美國佛蒙特州的一間私立天主教學院。1889年，聖埃德蒙協會受到法國反教權主義運動影響逃亡美國，並於1904年創辦聖米迦勒學院。